# Eriogonum microthecum
Eriogonum microthecum är en slideväxtart som beskrevs av Thomas Nuttall. Eriogonum microthecum ingår i släktet Eriogonum och familjen slideväxter.

## Underarter
Arten delas in i följande underarter:
- E. m. alpinum
- E. m. ambiguum
- E. m. arceuthinum
- E. m. corymbosoides
- E. m. johnstonii
- E. m. lacusursi
- E. m. lapidicola
- E. m. laxiflorum
- E. m. panamintense
- E. m. phoeniceum
- E. m. schoolcraftii
- E. m. simpsonii
- E. m. tegetiforme